# Richard Gilmore
Richard Gilmore (født januar 1943) er en fiktiv karakter i tv-serien Gilmore Girls spillet af Edward Herrmann.
Richard er far til Lorelai, som han har sammen med Emily. Hans mor hed Lorelai "Trix" Gilmore (Marion Ross) og var inspirationen til hans egen datters navn. Selvom Richard elsker sin mor meget højt, gik han mod hendes ønske om at gifte sig med sin tidligere kæreste Pennilyn Lott og giftede sig med Emily i stedet.
Richard er en velrespekteret forretningsmand indenfor forsikringsbranchen. Han har arbejdet for en stor, velrenommeret virksomhed, selvstændigt og sammen med Jason Stiles i deres fælles forsikringsselskab.